# Dee Hoty
Dee Hoty (Lakewood, 16 agosto 1952) è un'attrice e cantante statunitense, nota soprattutto per il suo lavoro nei musical di Broadway.
Dee ha recitato in numerosi musical, a Broadway e altrove, tra cui: The Will Rogers Follies (Broadway, 1991), The Best Little Whorehouse Goes Public (Broadway, 1994), Follies (New Jersey, 1998), Footloose (Broadway, 1999) e Gigi (2015). Dee è stata nominata per tre volte al Tony Award alla miglior attrice protagonista in un musical.
Ha recitato in numerose serie televisive, tra cui Così gira il mondo, Sentieri e Law & Order.

## Filmografia parziale

### Cinema
- Balordi & Co. - Società per losche azioni capitale interamente rubato $ 1.000.000 (Harry and Walter Go to New York), regia di Mark Rydell (1976)

### Televisione
- A cuore aperto - serie TV, 2 episodi (1984)
- Un giustiziere a New York - serie TV, 1 episodio (1985)
- Spenser - serie TV, 1 episodio (1986)
- Così gira il mondo - serie TV, 1 episodio (1991)
- Models, Inc. - serie TV, 1 episodio (1994)
- Law & Order: Criminal Intent - serie TV, 1 episodio (2006)
- Law & Order - I due volti della giustizia - serie TV, 2 episodi (2008)
- Smash - serie TV, 1 episodio (2013)
- The Sinner - serie TV, 2 episodi (2017)
- La fantastica signora Maisel - serie TV, 1 episodio (2017)
- Dickinson - serie TV, 2 episodi (2019)